# Eccezzziunale veramente - Capitolo secondo... me
Eccezzziunale veramente - Capitolo secondo... me è un film del 2006 diretto da Carlo Vanzina.
È il sequel del film Eccezzziunale... veramente del 1982, diretto dallo stesso Vanzina.

## Trama
Donato Cavallo, il "Ras della Fossa", si trova da circa vent'anni a Ibiza, dove vive con la proprietaria di un ristorante. Dopo una trasferta del Milan in Spagna, decide di lasciare la compagna e tornare a Milano, scoprendo che i suoi familiari sono tornati a Bisceglie, e di avere un figlio interista in quanto la sua ex fidanzata Ginevra, abbandonata all'inizio della gravidanza (di cui non era consapevole), si è messa insieme a Sandrino il Mazzulatore, suo acerrimo avversario e tifoso dell'Inter. Per riavvicinarsi al figlio, Donato fingerà inizialmente di volersi associare al locale fan club interista e lega con il ragazzo senza rivelargli nulla, ma verso la metà del derby Donato non resiste e fa esplodere la sua fede rossonera in mezzo alla curva nerazzurra. Svariati giorni dopo, Donato è diventato l'amante di Ginevra.
Franco Alfano, padrone di un bar di interisti pieno di debiti, a causa di uno scambio di valigie si ritrova 150.000 euro che utilizza per saldare i creditori. Non sa che i soldi appartenevano ai fratelli Calì, un gruppo di mafiosi. Prelevato dal picciotto Turi e condotto fino a Palermo, per saldare i conti gli viene chiesto di uccidere una persona. L'omicidio viene organizzato durante il derby e Franco, con l'appoggio di Turi, riesce a sedersi accanto al bersaglio, il quale ha però un infarto nel momento in cui l'Inter segna, morendo. Franco così riesce a ripagare il debito senza compiere alcun crimine.
Il camionista juventino Felice La Pezza, detto Tirzan, si risveglia dal coma dopo quindici anni privo di memoria, e deve fare i conti col migliore amico Beniamino, il nuovo "inquilino" che abita in casa sua e con sua moglie Nunzia, tifoso del Napoli. Felice non rammenta nulla e si rende poco sopportabile da Beniamino, il quale lo accusa di fingere di non ricordare per approfittarsi di lui. Felice, a seguito di una pallonata in testa, ricorda tutto, ma finge di aver perso la memoria per infastidire ulteriormente Beniamino. Tra l'altro l'incidente che mandò in coma Felice avvenne proprio in uno scontro tra il suo tir e il furgone di Beniamino quando, nell'esultare per un gol della Juve, sbandò provocando la collisione dei veicoli. Nel furgone di Beniamino, Felice rivela di aver recuperato la memoria e litiga con l'amico, facendo però finire il veicolo in mezzo alla carreggiata fuori da uno stop, proprio al sopraggiungere di un pullman di tifosi juventini che non può evitare l'impatto. L'incidente provoca il coma di entrambi.

## Produzione
Il film, prodotto da Alessandro Fracassi, è diviso in tre episodi. Le riprese si sono svolte tra Palermo, Milano, la Svizzera, il Salento e Ibiza, e sono iniziate il 5 settembre 2005. L'episodio in Puglia è stato girato principalmente nel borgo antico di Specchia, con esterni nella piazza del Popolo e interni nei palazzi della zona. Altre scene ambientate nei vicini comuni di Vaste (piazza Sante), Poggiardo (piazze Umberto I e Giovanni Paolo II) e Gallipoli (tutti in Provincia di Lecce).

## Distribuzione
Eccezzziunale veramente - Capitolo secondo... me è stato distribuito nei cinema da 01 Distribution il 20 gennaio 2006.

## Incassi
Nel primo weekend in Italia, il film ha avuto un incasso record di 3.016.000 euro. In totale il film ha incassato in Italia la cifra di 6.909.000 euro.

## Curiosità
- Del cast del film precedente, oltre al protagonista è presente solo l'attore Ugo Conti.
- Il ruolo di "Sandrino il mazzulatore" che in questa pellicola è interpretato da Stefano Chiodaroli, nel film precedente era interpretato dall'attore Renato D'Amore.
- Il film fa riferimento alla stagione 2005-2006: è infatti presente il derby di Milano vinto per 3-2 dall'Inter, inoltre, il Milan disputò realmente la semifinale di Champions League contro il Barcellona come menzionato all'inizio del film.
- Nelle edizioni dei mondiali immediatamente successive alle uscite dei film del 1982 e del 2006 la nazionale italiana si è laureata campione del mondo.

## Calciatori apparsi nel film
- Dida
- Alessandro Costacurta
- Massimo Ambrosini
- Andrij Ševčenko
- Gennaro Gattuso
- Paolo Maldini